# Christoph Lang
Christoph Lang (* 7. Jänner 2002 in Deutschlandsberg) ist ein österreichischer Fußballspieler.

## Karriere

### Verein
Lang begann seine Karriere beim SV SW Lieboch. Zur Saison 2011/12 wechselte er in die Jugend des SK Sturm Graz, bei dem er ab der Saison 2016/17 auch sämtliche Altersstufen in der Akademie durchlief. Zur Saison 2020/21 rückte er in den Kader der Amateure der Steirer. Sein Debüt für diese in der Regionalliga gab er im August 2020 gegen den Deutschlandsberger SC. Im Jänner 2021 rückte er in den Kader der Profis von Sturm, für die er allerdings in der Saison 2020/21 noch nicht zum Einsatz kam; für die Amateure kam er bis zum COVID-bedingten Saisonabbruch im Amateurbereich zu 13 Regionalligaeinsätzen, in denen er fünf Tore erzielte.
Im Juli 2021 gab Lang im Erstrundenspiel im ÖFB-Cup gegen den Regionalligisten ATSV Stadl-Paura sein Debüt für die Profis. In jenem Spiel, das Sturm mit 9:0 gewann, erzielte er auch prompt sein erstes Profitor. Im selben Monat debütierte der Offensivspieler auch in der Bundesliga, als er am ersten Spieltag der Saison 2021/22 gegen den FC Red Bull Salzburg in der 90. Minute für Kelvin Yeboah eingewechselt wurde. In seiner ersten Profisaison kam er in neun Bundesligapartien zum Einsatz. Mit Sturm II stieg er zu Saisonende in die 2. Liga auf.
In der Saison 2022/23 kam er dann bis zur Winterpause dreimal in der Bundesliga und zwölfmal in der 2. Liga zum Einsatz. Im Jänner 2023 wurde er an den Ligakonkurrenten SV Ried verliehen. Bis zum Ende der Saison kam er zu 15 Einsätzen in der Bundesliga, aus der er mit Ried aber abstieg. Zur Saison 2023/24 wurde er erneut verliehen, diesmal an den TSV Hartberg. Bei Hartberg kam er bis zur Winterpause in allen 17 Ligaspielen zum Zug und erzielte dabei fünf Tore.
Im Jänner 2024 wurde die Leihe vorzeitig beendet und Sturm verkaufte Lang an den SK Rapid Wien, bei dem er einen bis 2027 laufenden Vertrag erhielt. Für Rapid kam er zu 22 Bundesligaeinsätzen, in denen er zweimal traf. Im Februar 2025 wechselte Lang weiter innerhalb der Liga und schloss sich dem LASK an.

### Nationalmannschaft
Im November 2022 gab Lang gegen die Türkei sein Debüt im U-21-Team. Im März 2024 wurde er erstmals für die A-Nationalmannschaft nominiert.